# Francisco Cabo Arnal
Francisco Javier Cabo Arnal (Náquera, 24 de mayo de 1768-Náquera, 21 de noviembre de 1832) fue un compositor y maestro de capilla español.

## Biografía
Procedente de una familia de labradores acomodada, que empobreció repentinamente tras el fallecimiento del padre. Para mantener a sus cinco hijos, una chica, la mayor, y cuatro chicos, la madre buscó ayuda y el cura presentó a los niños a las pruebas de infantillos de la Catedral de Valencia, donde consiguieron entrar tres de los niños. Francisco ingresó como infante o diputado en la capilla musical de la Catedral de Valencia el 9 de marzo de 1778, siendo maestro de capilla Francisco Morera Cots y organista Rafael Anglés.
En 1788 fue nombrado organista de la iglesia de Santa Catalina de Valencia, desde donde suplió las ausencias de su maestro en la catedral.
El 1 de junio de 1790, y durante un mes, fue organista suplente de la Catedral de Valencia y más tarde, de 1790 a 1796, ocupó la plaza de organista primero de la Catedral de Orihuela. En 1793, tras el fallecimiento de Francisco Morera, opositó a la plaza de maestro de capilla de Valencia, sin éxito; en 1796 opositó para el mismo cargo en la Catedral de Granada; y posteriormente a la colegiata de Rubielos de Mora.
El 8 de febrero de 1796 fue nombrado tiple en la Catedral de Valencia y siete meses después, en septiembre, organista segundo, para cubrir las ausencias del organista primero, Rafael Anglés. En 1802 se le nombró organista suplente, debido a la edad de Anglés y en 1816, tras el fallecimiento de Anglés, fue nombrado organista primero por aclamación.
El 1 de octubre de 1828 le fue concedida una pavordía. El 1 de diciembre de 1830 fue nombrado maestro de capilla por mayoría de votos, como sustituto de Francisco Andrevi, que había fallecido. Pero pronto cayó enfermo y solicitó permiso para recuperarse durante varios meses. Finalmente falleció el 21 de noviembre de 1832 con 63 años.

## Obra
Fue uno de los más significados compositores españoles de música sagrada y mantuvo las tradiciones de los siglos XVI y XVII. Felipe Pedrell cita entre las mejores composiciones de Cabo un Miserere, Credidi y Beatus vir, habiendo dejado otros a siete, diez y doce voces. Tenía un estilo romántico italianizante.
Tiene obra vocal —principalmente conservada en la Catedral de Valencia— y sonatas monotemáticas. También se conservan obras suyas en los archivos de las catedrales de Málaga, Orihuela, Segorbe, Barcelona y Santiago. Han llegado a nuestros días casi 100 composiciones del maestro.